# Lyctus asiaticus
Lyctus asiaticus là một loài bọ cánh cứng trong họ Bostrichidae. Loài này được lablokoff-Khnzorian miêu tả khoa học năm 1976.